# 씨마이크로
씨마이크로(SeaMicro, Inc.)는 초고밀도 컴퓨터 서버 산업을 전문으로 하는 AMD의 자회사였다. 2015년 4월 16일에 운영을 중단했다.

## 역사
2007년 7월 앤드루 펠드만, 게리 라우터바흐, 아닐 라오가 씨마이크로를 설립했다. 크로스링크 캐피털(Crosslink Capital)과 드래퍼 피셔 저벳슨(Draper Fisher Jurvetson)의 시리즈 A 투자는 2007년 12월에 종료되었다. 코슬라 벤처스(Khosla Ventures)는 2009년 시리즈 B 투자 라운드를 주도했다. 2012년 씨마이크로는 AMD에 3억 3,400만 달러에 인수되었다. 마이크로씨 서버의 적용은 과학 연구를 위한 뮌헨 루트비히 막시밀리안 대학교의 유전자 센터와 같은 데이터 센터에서 가장 두드러졌다. 2013년 씨마이크로 AMD는 버라이즌 커뮤니케이션스와 협력하여 새로운 클라우드 서비스를 강화했다. 이를 통해 버라이즌은 관리자가 500MHz에서 2GHz 사이의 프로세서 속도를 선택하고 DRAM을 512MB 단위로 확장 및 축소할 수 있게 함으로써 인스턴스 크기 조정에 더 많은 유연성을 허용하는 세분화된 서버 구성 옵션을 도입할 수 있게 되었다.